# 中国驻泗水总领事馆
中华人民共和国驻泗水总领事馆是中华人民共和国派驻印度尼西亚东爪哇省泗水的最高级别外交机构。领区包括东爪哇省、中爪哇省、日惹特别行政区、马鲁古省和北马鲁古省。